# سانتری هوستیکا
سانتری هوستیکا (فنلاندی: Santeri Hostikka؛ زادهٔ ۳۰ سپتامبر ۱۹۹۷) بازیکن فوتبال اهل فنلاند است.
از باشگاه‌هایی که در آن بازی کرده‌است می‌توان به باشگاه فوتبال پوگون شچچین اشاره کرد.
وی همچنین در تیم‌های ملی فوتبال زیر ۲۱ سال فنلاند و فنلاند بازی کرده‌است.